# Piero Polano
Piero Polano (Torí, 10 de setembre de 1904 – ídem, 24 de març de 1991) va ser un ciclista italià amateur. En el seu palmarès destaca la medalla de bronze al |Campionat del món en ruta de 1927, per darrere dels francesos Octave Dayen i Jules Merviel.